# Rhendrick Resley
Rhendrick Resley Rosa (Curitiba, 11 de fevereiro de 1999) é um voleibolista indoor brasileiro atuante na posição de levantador, com marca de alcance de 310 cm no ataque e 295 cm no bloqueio.

## Carreira
Em 2013 estava vinculado a AVP/Odonto/Lagguse foi convocado para os treinamentos da seleção brasileira infantil para disputar o Campeonato Sul-Americano Infantil de 2014.
Em 2016 disputou a edição do Campeonato Sul-Americano Infantojuvenil de 2016 sediado em Lima, no Peru, e finalizou com a medalha de prata, ano que também ingressou nas categorias de base do Sada Cruzeiro e disputando a Superliga Brasileira B de 2016 pelo time B que utilizou a alcunha, Sada/Cruzeiro/Unifemm, depois, foi cedido por empréstimo ao Juiz de Fora Vôlei alcançando a quarta posição do Campeonato Mineiro de 2017 e disputou a Superliga Brasileira A 2016-17 e Copa Brasil de 2017.
Em 2018 foi convocado pelo técnico Giovane Gávio  para seleção brasileira juvenil e disputou a edição do Campeonato Sul-Americano Sub-21 em Bariloche, sagrou-se campeão e foi premiado como o melhor levantador da competição.No ano de 2019 serviu a seleção brasileira na edição do Campeonato Mundial Sub-21  sediado no Bahrein e terminou com o bronze.
Retornou ao Sada Cruzeiro no período de 2017-18.Na temporada de 2018-19 foi para o Lavras Vôlei obtendo o terceiro lugar no Campeonato Mineiro de 2018 e vice-campeonato na Superliga Brasileira C e terminou na quarta posição na Superliga Brasileira B de 2019.Transferindo-se para o América Vôlei e conquistou o terceiro lugar no Campeonato Mineiro de 2019 e disputou a Superliga Brasileira A 2019-20.
Disputou a temporada 2020-21 pelo Sada Cruzeiro conquistando os títulos do Campeonato Mineiro e da Copa Brasil e vice-campeão do Troféu Super Vôlei de 2020, além do vice-campeonato da Supercopa Brasileira de 2020. Renovou com o Sada Cruzeiro para 2021-22 sagrou-se campeão do Campeonato Mineiro de 2021 e da Supercopa Brasileira 2021, terceiro colocado na Copa Brasil de 2022,  campeão do Mundial de Clubes de 2021 realizado em Contagem, na mesma sede foi medalhista de ouro no Sul-Americano de Clubes de 2022.

## Títulos e resultados
- Superliga Brasileira-Série A:2017-18 e 2021-22
- Superliga Brasileira-Série A 2022–23
- Superliga Brasileira-Série A:2018-19
- Superliga Brasileira-Série B:2019
- Superliga Brasileira-Série C:2018
- Copa Brasil:2018, 2019, 2020 e 2021
- Copa Brasil:2017 e 2022
- Supercopa Brasileira:2017 e 2021
- Supercopa Brasileira:2018, 2019 e 2020
- Troféu Super Vôlei:2020
- Campeonato Mineiro:2020 e 2021
- Campeonato Mineiro:2018 e 2019
- Campeonato Mineiro:2017

## Premiações individuais
- Melhor Levantador do Campeonato Sul-Americano Sub-21 de 2018